# 粘菌

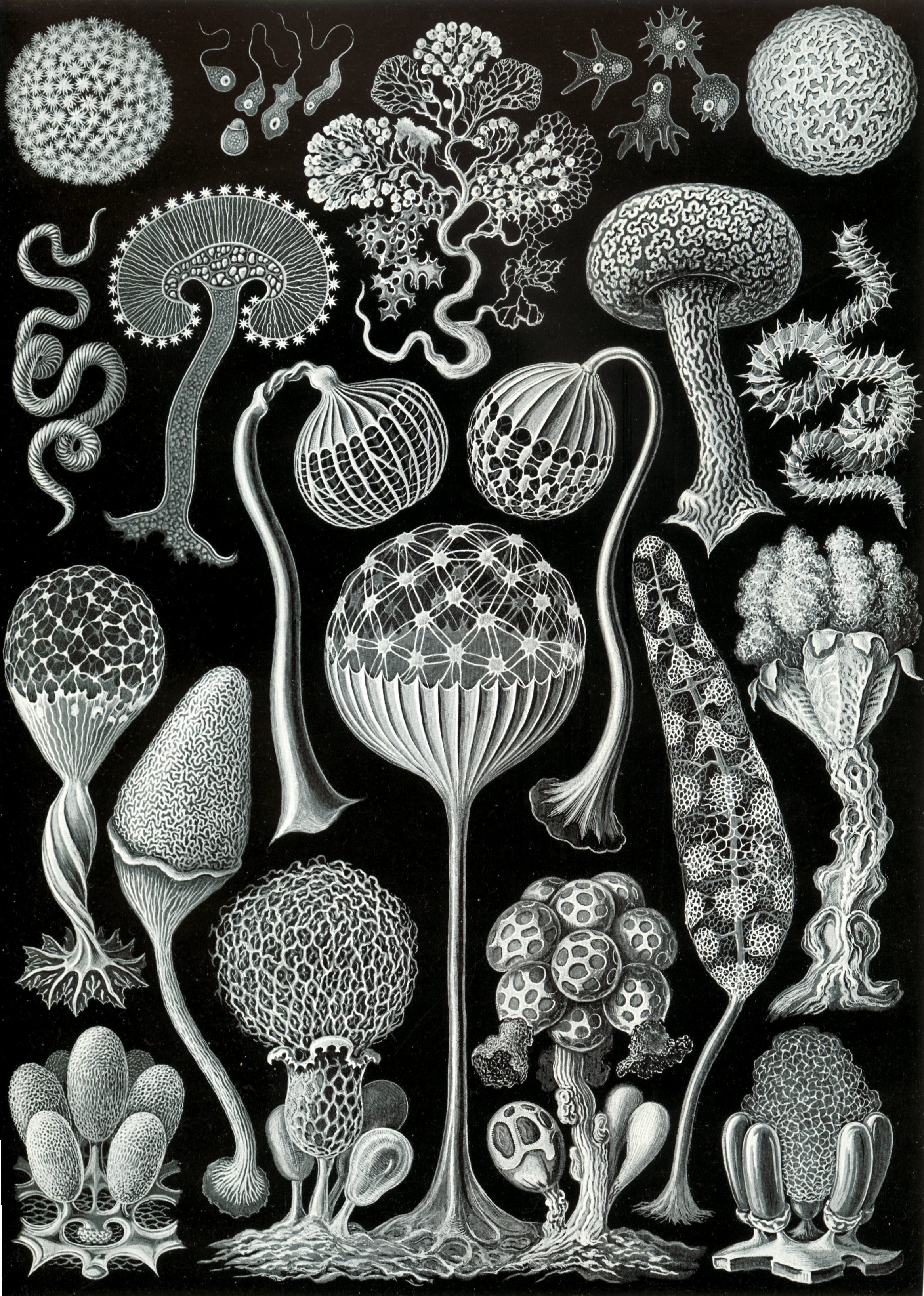
エルンスト・ヘッケルのKunstformen der Natur（自然の芸術的形態、1904年）より

粘菌（ねんきん、英: slime molds）とは、多細胞性の子実体を形成する能力をもつアメーバ様単細胞生物の総称。この性質は多様な系統の真核生物が示すことが知られており、単一の分類群には対応しない。狭義にはそのうち変形菌（真正粘菌）を指すが、本項目では広義の粘菌についての一般論と、我々の認識の変遷について扱う。個々の生物についてはそれぞれの項目を参照のこと。 

## 用語
「粘菌」という語はおそらく英語のslime moldを直訳したものであり、南方熊楠の業績を紹介する目的で1906年に海藻学者の遠藤吉三郎が用いたものである。粘菌類に用いられてきた高次分類群の学名のうち、MyxomycotaやMyxomycetesなどは直訳すればやはり「粘菌」となる。

## 位置付け
粘菌類ははじめ植物界の中で腹菌類に近い菌類だと考えられていた。しかし生活環の中でアメーバのように運動して微生物を捕食する時期があることから、19世紀半ばにアントン・ド・バリーが動物的な存在(Mycetozoa)だと主張した。これによって次第に植物とも動物ともつかない原始的な生物、原生生物として認識されるようになる。もっとも粘菌類の研究は引き続き菌類学者たちが中心になって進めた。20世紀後半になってロバート・ホイッタカーが五界説の菌界に含めたことで菌類としての認識が一時勢いを盛り返したが、真核生物全体の系統関係が見直されるなかで真菌との類縁性はほぼ一貫して否定され続けている。

## 広義の粘菌類
20世紀半ば頃のもっとも広義の粘菌類(Mycetozoa; 動菌門、変形菌門)は、ジョン・タイラー・ボナー(1959)にしたがえば以下の5群であった。
ラビリンチュラ類 Labyrinthulales
水生粘菌ともいう。主として海産。網状の分泌物の上を単細胞の細胞体が滑るように動く。
ネコブカビ類 Plasmodiophorales
寄生粘菌ともいう。主として植物細胞内に寄生。細胞内でアメーバ運動する変形体を形成。やがて胞子塊に変形する。
変形菌 Myxomycetales
真正粘菌（真性粘菌）ともいう。栄養体は多核、網状の変形体で、胞子形成時には細かく分かれて多数の小さな子実体を作る。モジホコリ(Physarum)など。
細胞性粘菌 Acrasiales
単細胞で小型のアメーバで生活し、それらが多数集合して子実体を形成する。タマホコリカビ類（Dictyosteliumなど）とアクラシス類の2つがある。
原生粘菌 Protosteliales
変形菌のような変形体を形成するがごく小型。胞子は管状の柄の先に1つ外生する。
ボナーによればこれらの共通点は「菌類と動物の性質を併せ持つ原始的な群体性生物で、多少なりともねばねばしている」ことのみであり、相互に関係があるかどうか不明確な便宜上の群であった。
その後、まずラビリンチュラ類とネコブカビ類が取り除かれ、21世紀に入って以降これらを粘菌として扱うことは稀になっている。系統的にはラビリンチュラ類はストラメノパイルに、ネコブカビ類はリザリアに含まれている。一方残り3群（真正粘菌、原生粘菌、細胞性粘菌）は引き続き粘菌として扱われているが、分子系統解析によれば原生粘菌と細胞性粘菌は多系統的である。しかし真正粘菌、原生粘菌、そして細胞性粘菌のうちタマホコリカビ類は、アメーボゾアに含まれており、少々の例外を除けばこの3群は単系統的である。
|  | 細胞性粘菌の一部                                            |
|  |                                                             |
|  | \| \| 真正粘菌 \| \| \| \| \| \| 原生粘菌の一部 \| \| \| \| |
|  |                                                             |
|  | 真正粘菌                                                    |
|  |                                                             |
|  | 原生粘菌の一部                                              |
|  |                                                             |

|  | 真正粘菌       |
|  |                |
|  | 原生粘菌の一部 |
|  |                |

|  | 細胞性粘菌の一部                                            |
|  |                                                             |
|  | \| \| 真正粘菌 \| \| \| \| \| \| 原生粘菌の一部 \| \| \| \| |
|  |                                                             |
|  | 真正粘菌                                                    |
|  |                                                             |
|  | 原生粘菌の一部                                              |
|  |                                                             |

|  | 真正粘菌       |
|  |                |
|  | 原生粘菌の一部 |
|  |                |

|  | 細胞性粘菌の一部                                            |
|  |                                                             |
|  | \| \| 真正粘菌 \| \| \| \| \| \| 原生粘菌の一部 \| \| \| \| |
|  |                                                             |
|  | 真正粘菌                                                    |
|  |                                                             |
|  | 原生粘菌の一部                                              |
|  |                                                             |

|  | 真正粘菌       |
|  |                |
|  | 原生粘菌の一部 |
|  |                |

|  | 細胞性粘菌の一部                                            |
|  |                                                             |
|  | \| \| 真正粘菌 \| \| \| \| \| \| 原生粘菌の一部 \| \| \| \| |
|  |                                                             |
|  | 真正粘菌                                                    |
|  |                                                             |
|  | 原生粘菌の一部                                              |
|  |                                                             |

|  | 真正粘菌       |
|  |                |
|  | 原生粘菌の一部 |
|  |                |